# Pohořany (Dolany)

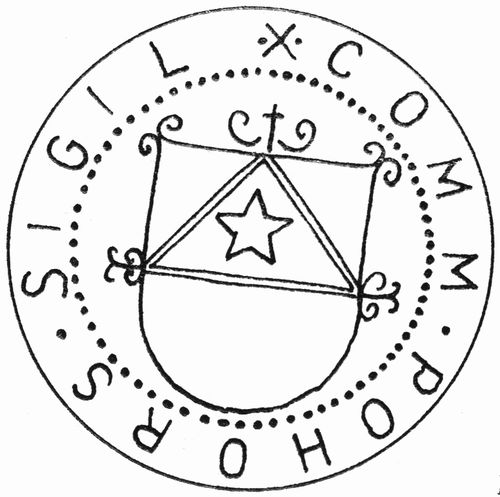
Nejstarší znak obce Pohořany z roku 1749

Pohořany (jinak Pohoř, německy Pohorsch) jsou vesnice, část obce Dolany v okrese Olomouc. Nachází se asi 4,5 km na severovýchod od Dolan. V roce 2009 zde bylo evidováno 174 adres. Ke dni 31.8. 2010 zde trvale žilo 212 obyvatel. Pohořany leží v katastrálním území Pohořany na Moravě o rozloze 3,41 km2.

## Název
Tvar Pohořany ukazuje na staré Pohořané, což vlastně bylo pojmenování obyvatel vsi s významem "obyvatelé pohoří". Je nicméně možné, že vesnice se původně jmenovala Pohoří (čemuž by napovídala i podoba německého jména vsi Pohorsch) a tvar Pohořany byl vytvořen dodatečně podle jména blízké vesnice Dolany.

## Historie
První zmínka o obci Pohořany je z roku 1491, kdy polovina vsi patřila Vavřínovi z Pohořan a druhá patřila olomoucké kapitule, která ji v 16. století získala celou a stala se jedním z jejích privátních statků (prebend). Olomoucké kapitule potom obec náležela až do roku 1850, kdy se stala součástí správního okresu Olomouc. Roku 1660 byly Pohořany přifařeny k Jívové a od roku 1780 funguje v obci škola. 1780-1825 v č.p. 20. V roce 1825 se přesunula do č.p. 66 a v roce 1857/1862 do č.p. 68, 1912/1913 do č.p. 73 a v roce 1938 do nové budovy č.p. 121.

### Charakter obce
Podle jména Pohořany (německé jméno zjevně vzniklo odvozením z českého) lze soudit, že obec byla založena jako česká. Následkem pozdější kolonizace z Bavorska, Saska, Slezska ale i z bližšího okolí, došlo nejpozději po třicetileté válce, ale spíše již před ní, k poněmčení obce. První zmínky o konkrétních obyvatelích pocházejí z úmrtní matriky, která byla vedena pro Pohořany od roku 1635. Z ní můžeme identifikovat několik historicky doložených obyvatel narozených ještě před Třicetiletou válkou. Paul Zinck 1601 - 1671, Georg Sinnel 1602 - 1682, Gregor Schwantzer 1604 - 1680, Sibilla Schwartz 1605 - 1670, Georg Fichtner 1605 - 1673, Hans Kimmelmann 1610 - 1706, Merten Trautmann 1611 - 1681, Marina Fichtner 1611 - 1681, Adam Gersch 1614 - 1706 a Michel Sigel 1590 - 1667, který je tak nejstarším dochovaným obyvatelem Pohořan, kterého známe jménem. Můžeme se domnívat, že Pohořany obklopeny lesy a mimo hlavní trasy vojenských přesunů, přestály Třicetiletou válku bez úhony. Na počátku se obyvatelé Pohořan, díky přírodním podmínkám, živili hlavně jako uhlíři. Později byly horskou, zemědělskou vesnicí. Místní rolníci pěstovali žito, oves a brambory na málo úrodné, kamenité půdě. Rozšířen byl horský, pastevecký chov dobytka. Od 18. století došlo k rozvoji lnářství a tkalcovství, který trval až do poloviny 19. století. V 19. století se v okolí pěstovalo mnoho lnu, ve vsi pracovalo množství domáckých tkalců a bylo zde i bělidlo na lněné látky. V blízkosti vesnice se nacházely břidličné lomy. Značná část obyvatel obce docházela od 2. poloviny 19. století za prací do průmyslových závodů v Mariánském Údolí a v Hlubočkách. Na Pohořanech díky tomu narůstal počet domů i obyvatel. V roce 1939 žilo v obci 665 obyvatel, což je nejvíce za celou historii obce. Východně od obce stával větrný mlýn, který byl postaven asi před rokem 1871. Čp. 65. Na západ od vsi se nacházel kamenolom, který byl v provozu ještě v roce 1942.

### 20. století
Po roce 1918 se většina obyvatel přikláněla k Československu. V dalších letech měly silnou pozici v obci Komunistická strana Československa a Německý svaz zemědělců (Bund der Landwirte). Rozhodující pozici v obecním zastupitelstvu postupně získávala Komunistická strana Československa, která měla od poloviny 20. let ve vsi silnou organizaci. Převaha dělnictva mezi obyvateli vesnice se v meziválečném období odrážela v silném postavení KSČ, na druhém místě stál Bund der Landwirte. Ani Sudetendeutsche Partei se v polovině třicátých let nepodařilo předběhnout obě uvedené strany. Silnice do vsi byla vybudována v roce 1919. 1925 vzniká dřevěná zvonice. V meziválečném období byly Pohořany středně velkou, německou obcí (v roce 1930 zde žilo 602 obyvatel, z nich 579 německé a 21 české národnosti). V roce 1930 tvořilo katastr obce 263 ha nepříliš úrodných podhorských polí, 31,21 ha luk, 3,23 ha zahrad, 11,40 ha pastvin a 9,51 ha lesů. V témže roce pracovalo v průmyslu a živnostech 332 osob, v zemědělství 212, v obchodě a dopravě 30, ve veřejných službách a vojsku 4, v osobních a domácích službách 24 osob. Až v obecních volbách v létě 1938 získala převahu Sudetoněmecká strana SdP. Někteří obyvatelé vstoupili do SdP, jiní zůstali loajální a někteří se dokonce zapojili do odboje. Po mnichovské dohodě se Pohořany staly součástí Německé říše (venkovský okres - landkreis Šternberk).
6. května 1945 do obce vstoupila Rudá armáda. (před organizovaným odsunem v roce 1946 probíhaly i v této vesnici ukrutnosti páchané vojáky Rudé armády společně s příslušníky Revolučních gard, včetně poprav, rabování a znásilňování žen). Obecních záležitostí se bezprostředně po obsazení obce Rudou armádou ujal jeden z mála místních Čechů, který tu žil i za okupace, správce lesů olomoucké metropolitní kapituly Miloslav Venus. Koncem května 1945 se stal předsedou jmenované místní správní komise, jež spravovala obec pod dohledem místního národního výboru v nedalekých Dolanech, Josef Lichtblau, předválečný starosta obce a předseda místní organizace komunistické strany německé národnosti. Později převzal řízení místní správní komise, jejíž složení se postupným příchodem nových osídlenců několikrát změnilo, František Suchomel. Koncem listopadu 1945 jej v čele správní komise vystřídal Josef Hromada, kterého koncem ledna 1946 nahradil Karel Kašpařík. Pohořany se znovu staly součástí olomouckého okresu. V průběhu války padlo více než 20 místních mužů.Většina německého obyvatelstva byla v roce 1946 odsunuta, do Německa muselo odejít i několik desítek rodin antifašistů (členů předválečné Komunistické strany a BdL). Celkem bylo odsunuto 381 obyvatel německé národnosti a z původního obyvatelstva zbylo jen 36 osob. Konfiskováno bylo 112 domů.
Pravidelná autobusová doprava byla zřízena v roce 1946. Zajištoval ji nákladní automobil z pomoci americké UNNRA. Jel ráno do Olomouce a večer zpět.
V roce 1947 byl zbudován a 28. září slavnostně odhalen pomník Pohořany české, oslavující vyhnání německy mluvícího obyvatelstva a osídlení obce novousedlíky.
Dopad politických událostí v únoru 1948 se projevil bezprostředně ustavením místního akčního výboru Národní fronty v obci, jenž prováděl tzv. očistu veřejného a politického života od "nepřátel lidově-demokratického zřízení". V Pohořanech zanikly místní organizace lidové a sociálně demokratické strany, většina obyvatel vesnice vstoupila po velké náborové akci do komunistické strany. Ve složení a činnosti místního národního výboru, ovládaného již od roku 1946 komunisty, nenastaly téměř žádné změny.
Při volbách do NS 30. května 1948 pro kandidátku Národní fronty hlasovalo plných 100 % pohořanských voličů. Obec byla za tento volební výsledek odměněna Okresním národním výborem v Olomouci obnosem 4000 korun.
V roce 1948 byl zahájen provoz do Olomouce malým autobusem. Protože z Pohořan dojíždělo za prací mnoho obyvatel do Hluboček a Mariánského údolí, byla zřízena druhá linka. Pro oba autobusy zbudovali obyvatelé garáž na dolním konci v místech kde stál domek č.p. 69 v červnu 1949.
Již v roce 1949 začal na několika hospodářských usedlostech, jejichž majitelé nebyli schopni plnit stanovené dodávky, hospodařit státní statek. Jednotné zemědělské družstvo v Pohořanech bylo založeno v roce 1952.
V roce 1949 byl do obce zaveden rozhlas, vznikly Státní lesy konfiskací lesů arcibiskupských Olomoucké kapituly a bylo zrušeno čestné občanství Karla Kašpaříka.
V roce 1950 byl zbudován pomník k pátému výročí obsazení obce Rudou armádou. V témže roce proběhlo slavnostní odevzdání zabraných domků původních německých obyvatel novým vlastníkům.
Mateřská škola byla obnovena v obci v roce 1953.
První volby podle nového zákona byly provedeny dne 16. května 1954. Vzešel z nich jedenáctičlenný místní národní výbor, jehož výkonným orgánem byla tříčlenná rada tvořená předsedou Rudolfem Hankem, tajemníkem Františkem Jelínkem a Janou Němčanskou.
V roce 1955 bylo zřízeno stálé kino v malém sále Kulturního domu.
V obci se v té době rostly tři prastaré lípy, které byly označeny za kulturní památku. Byla to lípa u č.p. 16, dále před Kulturním domem a nejstaršíz nich před budovou staré školy č.p. 68. Tato nejstarší lípa podlehla v roce 1957 vichřici a musela být pokácena.
Po volbách, které se uskutečnily dne 19. května 1957, převzal správu obce nový jedenáctičlenný místní národní výbor, jehož práci řídila pětičlenná rada v čele se staronovým předsedou Rudolfem Hankem a tajemníkem Františkem Jelínkem. V únoru 1958 bylo zrušeno Jednotné zemědělské družstvo v Pohořanech a jeho veškerý inventář převzal státní statek v Olomouci, který od té doby obhospodařoval většinu zemědělské půdy v katastru obce.
V roce 1959 byl vybudován nový kinosál ve velkém sále Kulturního domu, proběhla oprava břehů dolního rybníka a byla zřízena horní zastávka pro autobusovou dopravu.
V roce 1962 proběhla v obci epidemie úplavice.
V následujícím roce bylo zrušeno pohostinství v č.p. 66 (bývalý hostinec Josefa Christa) pro nevyhovující stavební a hygienické podmínky. Hospoda byla přesunuta do pravé části přízemí Kulturního domu, kde je dodnes.
Po volbách v roce 1964 bylo plénum MNV rozšířeno na 15 poslanců. Do čela pětičlenné rady byl zvolen nový předseda Josef Procházka, místopředseda Vítězslav Půda a tajemník Josef Vysloužil.
Byla rozšířena vodní nádrž na dolním konci.
V roce 1969 byli odvoláni z pléna MNV v Pohořanech tři poslanci "pro neplnění svých povinností, nezájem a nesouhlas s politikou strany a vlády" a nahrazeni "spolehlivými soudruhy".
V roce 1972 došlo k zahájení budování kanalizace a provedeny sondy k zahájení výstavby vodovodu.
Od 1. května 1974 se Pohořany staly součástí střediskové obce Dolany.

## Pamětihodnosti
- dřevěná zvonice vystavěná v roce 1925
- pomník Pohořany české, oslavující vyhnání německy mluvícího obyvatelstva a osídlení obce novousedlíky, odhalen 28.9. 1947
- pomník k pátému výročí obsazení obce Rudou armádou z roku 1950